# Gammellund
Gammellund ist ein Ortsteil in der Gemeinde Bollingstedt im Kreis Schleswig-Flensburg, Bundesland Schleswig-Holstein.

## Geographische Lage
Das Ortsteilgebiet von Gammellund deckt in der Form einer Gemarkung den südöstlichen Teil vom Gemeindegebiet Bollingstedts ab. Am südlichen Rand reicht die Fläche vom Gammellunder See hinüber in die angrenzenden Verwaltungsbezirke der Gemeinden Jübek und Lürschau.
Naturräumlich liegt das Ortsteilgebiet im Bereich des Naturraums der Schleswig-Holsteinischen Geest im Bereich der Schleswiger Vorgeest (Haupteinheit Nr. 697).

## Geschichte
Die Ersterwähnung von Gammellund datiert im Jahre 1352. Die Namensherkunft entstammt dem Dänischen und bedeutet so viel wie alter Wald. Sie weist auf die historische Besiedlung dieses Raums (der Schleswigschen Geest) durch den Volksstamm der Jüten hin.
Archäologische Funde in der näheren Umgebung vom Gammellunder See legen nahe, dass es in dieses Gebiet bereits in der Bronzezeit die ersten menschlichen Niederlassungen gab.
Während der Schleswig-Holsteinischen Erhebung war dieses Gebiet Schauplatz einiger Kämpfe. Die Schlacht bei Idstedt am 24. und 25. Juli 1850 zog Gammellund sehr stark in Mitleidenschaft. Ein Großteil der Dorfanlage, vor allem der Bereich um die Ziegelei herum, wurde dabei zerstört.
Im Zeitabschnitt zwischen 1971 und 2003 wurde Gammellund im Wettbewerb „Unser Dorf soll schöner werden“ zehnmal ausgezeichnet.
Am 1. August 1976 wurde Gammellund in die Nachbargemeinde Bollingstedt eingegliedert.
Im November 2007 scheiterte ein Bürgerentscheid, welcher die Trennung der beiden Dörfer anstrebte. Einige Bürger im Gemeindeteil Gammellund fühlten sich nicht hinreichend durch die Gemeindevertretung repräsentiert. Aus diesem Grund hatten sie eine Bürgerinitiative gegründet.

## Religion
Die Bürger Gammellunds evangelisch-lutherischer Konfession gehören der Kirchengemeinde Jübek-Idstedt an. Diese feierte 2018 ihr 666-jähriges Bestehen.

## Politik

### Gemeindevertretung
Der Ortsteil Gammellund bildet bei Kommunalwahlen den Stimmbezirk 002 innerhalb der Gemeinde Bollingstedt. Bei der letzten Gemeindewahl am 14. Mai 2023 kam hier wie folgt gewählt:
Der Gemeinderat der Gemeinde Bollingstedt hat 15 Sitze. Davon entfallen sieben Sitze auf die AWG, drei auf die CDU, drei auf die KWB und zwei Sitze auf den SSW.

### Bürgermeister
Bürgermeister ist seit dem 12. Juni 2018 Marc Prätorius. (AWG).

### Wappen
Von besonderer Bedeutung für den Ort war seit dem Mittelalter die Wassermühle an der Bollingstedter Au mit dem ausgedehnten Mühlenteich, der wohl als Teil einer Burganlage anzusehen ist. Das halbe Mühlrad im Wappen von Bollingstedt bezieht sich sowohl auf die Mühle selbst als auch auf deren erste nachweisbare Besitzer. Es kennzeichnet den Gemeindeteil Bollingstedt auch insofern, als die Ortserweiterung neuerdings nördlich um den Mühlenteich herum erfolgt ist. Die Eicheln und die Eichenblätter nehmen Bezug auf den Ortsteil Gammellund. Der Namensbestandteil „gammel“ bedeutet im dänischen „alt“ und „lund“ „Wald oder Hain“. Gammellund bezeichnet also einen „alten Wald“, und dies ist der heute noch im Gemeindegebiet vorhandene Eichenwald.

### Verwaltung
Die kommunalrechtlichen Amtsgeschäfte für Gammellund werden mittelbar über die Gemeinde Bollingstedt vom Amt Arensharde erledigt.

### Kommunalpartnerschaft
Partnerdorf ist der Gemeindeteil Isling der oberfränkischen Stadt Lichtenfels.

## Kultur und Sehenswürdigkeiten
- Die Gemeinde hat einen Sportverein, den TSV Bollingstedt-Gammellund, der sich im Jahr 1992 zusammengeschlossen hat.
- Gammellunder Karnevalsverein (GKV)
- Kradfreunde Gammellund
- Schützengilde
- Jagdgemeinschaft

## Wirtschaft und Infrastruktur

### Unternehmen
Gammellund ist Unternehmenssitz des mittelständischen Speditionsbetriebes „Spedition Wohlert“. Durch die Nähe zur Nord- und Ostsee ist vor allem der Tourismus für die Gemeinde von Bedeutung.

### Infrastruktur
Für den Brandschutz sorgt die ortsansässige Freiwillige Feuerwehr.
In Gammellund besteht ein Fahr- und Übungsgelände für Geländewagen und Quads, welches 2023 hier vom MSC Bennebek e. V. eröffnet und seither betrieben wird.
Im Ortsteil besteht zudem ein Sportplatz.

## Persönlichkeiten
- Jan-Ingwer Callsen-Bracker, der ehemalige Profifußballspieler des FC Augsburg begann seine Fußballkarriere beim hiesigen Sportverein

## Belege
1. ↑  Gemarkung Gammellund (0180400000) auf geoindex.io. Abgerufen am 21. Januar 2024.
2. ↑  Verwaltungsbezirk Bollingstedt (01059010) - [Gemeinden] in Topographische Karten im Digitaler Atlas Nord. Abgerufen am 21. Januar 2024.
3. ↑  Liste: Zuordnung der Gemeinden zu den Naturräumen. (PDF) S. 11, abgerufen am 21. Januar 2024.
4. ↑  Statistisches Bundesamt (Hrsg.): Historisches Gemeindeverzeichnis für die Bundesrepublik Deutschland. Namens-, Grenz- und Schlüsselnummernänderungen bei Gemeinden, Kreisen und Regierungsbezirken vom 27. 5. 1970 bis 31. 12. 1982. W. Kohlhammer GmbH, Stuttgart und Mainz 1983, ISBN 3-17-003263-1, S. 185.
5. ↑  Gemeindewahlen Gemeindewahl in Stimmbezirk Gemmellund 002. Abgerufen am 20. Januar 2024.
6. ↑  Gemeindewahlen Gemeindewahl in Gemeinde Bollingstedt. Abgerufen am 20. Januar 2024.
7. ↑  Fahrgelände Gammellund. Abgerufen am 20. Januar 2024.